# Euploea paupera
Euploea paupera är en fjärilsart som beskrevs av Otto Staudinger 1889. Euploea paupera ingår i släktet Euploea och familjen praktfjärilar. Inga underarter finns listade i Catalogue of Life.